# لنینیسم

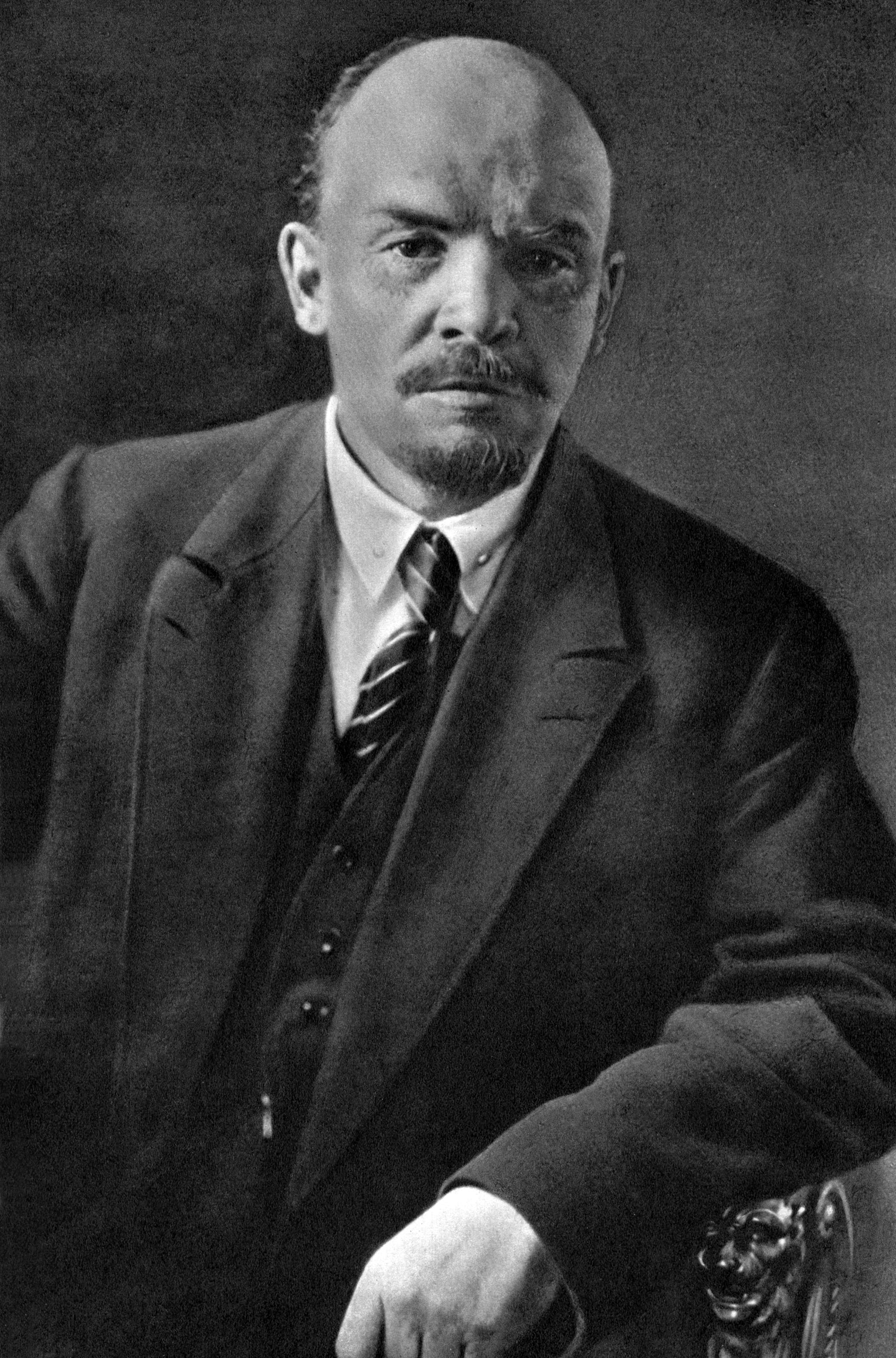
ولادیمیر لنین در سال ۱۹۲۰

لنینیسم، در فلسفهٔ مارکسیستی، بدنهٔ نظریهٔ سیاسی برای سازمان سیاسی حزب پیشتاز انقلابی و دستیابی به دیکتاتوری پرولتاریا، به عنوان پیش‌درآمد سیاسی تأسیس سوسیالیسم است. لنینیسم که توسط ولادیمیر لنین انقلابی روس و رهبر شوروی توسعه داده شد و به نام وی نیز نامیده شد، تئوری‌های سیاسی و اقتصاد سوسیالیستی را شامل می‌شود که از مارکسیسم و نیز تفاسیر لنین از تئوری مارکسیستی برای کاربرد عملی آن با شرایط اجتماعی-سیاسی روسیهٔ دهقانی در اوایل سدهٔ بیستم بسط پیدا کرد. در فوریهٔ ۱۹۱۷ به مدت ۵ سال، لنینیسم برنامهٔ روسی اقتصاد مارکسیستی و فلسفهٔ سیاسی بود که از سوی حزب بلشویک، حزب پیشتازی که مبارزه برای استقلال سیاسی طبقهٔ کارگر را رهبری می‌کرد، به اجرا درمی‌آمد.
اندیشه لنین در نزد برخی به عنوان «مارکسیسم دوران امپریالیسم یا آخرین مرحله سرمایه داری» به شهرت رسید و به عنوان شالوده نظری انترناسیونالیسم پرولتری و کارپایه ایدئولوژیک بسیاری از احزاب و جنبش‌های کمونیستی جهان شناخته شد.
اندیشه لنین بر پایه برتری طبقه کارگر و حقانیت تاریخی آن استوار است. به نظر لنین طبقه کارگر حق دارد برای انجام رسالت تاریخی خود، به سلطه طبقات دیگر پایان دهد و سیادت مستقل خود را، که همان دیکتاتوری پرولتاریا است، مستقر سازد. ابزار کارگران برای رسیدن به این هدف حزب طبقه کارگر است که به گفته لنین «آگاه‌ترین عناصر طبقه کارگر» در آن گرد آمده و متشکل شده‌اند.
پس از مرگ لنین و با به قدرت رسیدن جوزف استالین، دیکتاتوری بزرگی در شوروی به پا شد و در عین حال این کشور با پیشرفت چشمگیر اقتصادی به ابرقدرتی در سطح جهان بدل شد. به ویژه پس از پیروزی در جنگ جهانی دوم و علی‌رغم تلفات انسانی بسیار سنگین در طول جنگ، شوروی به یکی از دو قطب جهان معاصر تبدیل شد.
این رژیم در اوایل دهه ۹۰ و پس از یک سری اصلاحات که توسط گورباچف، آخرین رهبر شوروی، انجام شده بود از هم فروپاشید.

## تاریخچه
در قرن نوزدهم ، کارل مارکس و فریدریش انگلس مانیفست حزب کمونیست (۱۸۴۸) را نوشتند که در آن خواستار اتحاد سیاسی طبقات کارگر اروپا برای دستیابی به انقلاب کمونیستی بودند . و اشاره کرد ابتدا انقلاب کارگری در کشورهای صنعتی اتفاق می افتد. در آلمان ، سوسیال دموکراسی مارکسیستی چشم انداز سیاسی حزب سوسیال دموکرات آلمان بود که مارکسیست های روسی، مانند لنین را الهام بخش بود.
در (۱۹۱۷) لنین اشاره کرد که انقلاب روسیه یک رویداد ملی منزوی نیست، بلکه یک رویداد کاملاً بین المللی است. و اولین انقلاب سوسیالیستی در جهان، کاربرد عملی لنین از مارکسیسم و انقلاب پرولتری در شرایط اجتماعی ، سیاسی و اقتصادی روسیه ، انقلاب فقرا را برانگیخت و سلطنت سیصد ساله خاندان رومانوف را به خود جلب کرد( ۱۶۱۳–۱۹۱۷).

## دیدگاه‌های مختلف دربارهٔ بلشویسم و لنینیسم
ولادیمیر لنین، بی‌شک از بحث برانگیزترین شخصیت‌های تاریخ است. بعضی طرفدارانش او را چون قدیسی آسمانی بالا می‌برند و برخی مخالفان او را تجسم شیطان روی زمین می‌دانند. حتی در نگاه به زندگی او، دیدگاه‌های بسیار متفاوتی موجود است. درهرصورت کسانی بوده‌اند که خود را دنباله‌رو لنین دانسته‌اند؛ و در صف دشمنان او نیز می‌توان چنین تنوعی یافت.

### دیدگاه منتقدینی که معتقدند لنین از مارکس منحرف شده بود
لنین خود را شاگرد مکتب کارل مارکس و ادامه دهنده ایده‌های آن فیلسوف آلمانی می‌دانست. او پیوسته بر مخالفان خود می‌تاخت که اندیشه مارکس را تحریف کرده و از این راه به مبارزه طبقات زحمتکش ضربه زده‌اند. اما بعضی از منتقدان بر این باورند که در اندیشهٔ خود لنین می‌توان به روشنی نقض پاره‌ای از مبانی فکری مارکس را مشاهده کرد.
منتقدان لنین انحراف‌های اصلی او از بنیادهای فکری مارکس را در مسائل زیر می‌دانند:
فراهم نبودن شرایط انقلاب کارگری در روسیه
به گمان عده ای، مارکس عقیده داشت که انقلاب سوسیالیستی تنها در پیشرفته‌ترین جوامع سرمایه داری و به دست یک طبقه کارگر آگاه انجام می‌گیرد. بسیاری از متفکران مارکسیست معاصر لنین مانند برنشتاین و کائوتسکی در اروپای غربی و متفکر بزرگی مانند پلخانوف در روسیه عقیده داشتند که روسیه هنوز جامعه‌ای فئودالی است، فاقد طبقه کارگر پیشرفته‌است، و تا مرحله انقلاب کارگری راه درازی در پیش دارد. روشنفکران روسیه نخست باید به پیدایش و رشد پرولتاریای صنعتی در این کشور یاری برسانند.
منتقدان لنین می‌گویند او باید متوجه فراهم نبودن شرایط یک انقلاب سوسیالیستی در روسیه می‌بود.
انقلاب در یک کشور واحد
به زعم عده ای، مارکس به خیزش و رهایی پرولتریا تنها در زنجیره‌ای از انقلابات سوسیالیستی اعتقاد داشت. عده‌ای از اندیشه مارکس اینگونه برداشت می‌کنند که به نظر او انقلاب در رشته‌ای از کشورهای پیشرفته روی می‌دهد و جنبه بین‌المللی دارد و انقلاب در یک کشور یگانه یا به آسانی سرکوب می‌شود، یا به انحراف می‌رود.
منتقدان می‌گویند که اقدام لنین با این اصول مغایرت داشته‌است.
؛ بی اعتقادی به دموکراسی و آزادی‌های دموکراتیک
لنین هر نوع حکومتی را اعمال نوعی از سلطه طبقاتی می‌دانست. او به دموکراسی به عنوان یک فرم و آئین سیاسی مدرن اعتقادی نداشت و آن را سرپوشی بر اختناق و سرکوب طبقاتی بورژوازی می‌دانست. او عقیده داشت که حکومت کارگری باید آشکارا دیکتاتوری پرولتاریاً را برپا سازد و طبقات استثمارگر را سرکوب کند.
این دسته از مخالفان لنین می‌پندارند که او برخلاف مارکس برای آزادی‌های دمکراتیک ارزشی قائل نبود.

### دیدگاه رزا لوکزامبورگ

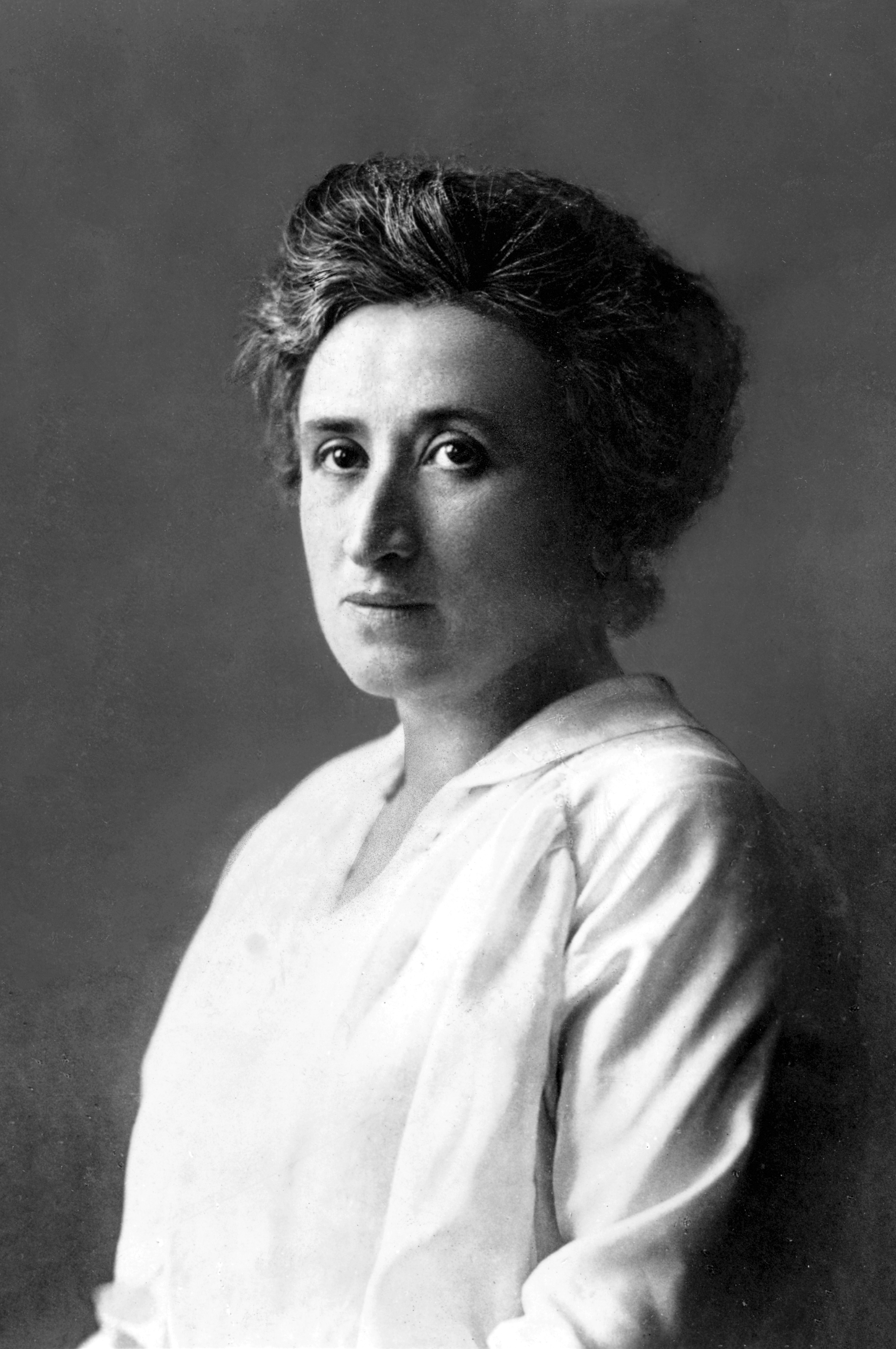

رزا لوکزامبورگ، انقلابی کمونیست آلمانی، همیشه در رابطه با لنین موضع داشت. در جریان انقلاب ۱۹۰۵ به دفاع از لنین و حزب بلشویک پرداخت، و پس از به قدرت رسیدن نیز از بلشویک‌ها حمایت کرد و آن‌ها را «وفاداران همیشگی به سوسیالیسم بین‌المللی» نامید. البته به زعم او، بعد از قدرت‌گیری دیکتاتور مانندِ حزب بلشویک، رزا اختلافاتی با لنین و یارانش پیدا کرد. عمدهٔ این اختلافات بر سر نبود دموکراسی و آزادی بیان در شوروی پس از انقلاب و قرارداد صلح بلشویک‌ها با آلمان بود.
رزا لوکزامبورگ آثار زیادی در مورد روسیه و طبعاً لنین دارد که از آن‌ها می‌توان از «انقلاب روسیه» و «تراژدی روسی» نام برد.
دیکتاتوری بلشویک‌ها و دیکتاتوری پرولتاریا
او پس از قدرت گرفتن حزب بلشویک، در حالی که خود در زندان بود، در کتاب «انقلاب روسیه» اذعان می‌کند که دیکتاتوری حزب بلشویک، دیکتاتوری پرولتاریا، به آن شکل که مارکس توضیح داده، نیست.

او می‌گوید:
بله دیکتاتوری! اما این دیکتاتوری شامل نحوهٔ کاربرد دموکراسی و نه نابودسازی آن است. این دیکتاتوری شامل حملات جانانه و قاطع بر حقوق و روابط اقتصادی خوب محافظت شدهٔ جامعهٔ بورژوایی است که بدون یک تحول سوسیالیستی ناممکن است. اما این دیکتاتوری کار یک طبقه‌است نه یک اقلیت پیشاهنگ که به نام طبقه عمل می‌کند، بدین معنا که این دیکتاتوری می‌باید گام به گام به‌روش همکاری فعالانهٔ توده‌ها به پیش رود و زیر نفوذ مستقیم آن‌ها و تحت کنترل فعالیت عمومی باشد. چنین دیکتاتوری می‌بایست برخاسته از آموزش سیاسی رشد یابندهٔ توده‌های مردم باشد.
شرایط سخت جنگ داخلی
البته رزا لوکزامبورگ، شرایط سخت جنگ داخلی را درک می‌کند و در این مورد لنین و رفقایش را بر حق می‌داند.

رزا می‌نویسد:
این مطلب توقعی فوق انسانی از لنین و رفقایش است، اگر انتظار داشته باشیم که آن‌ها تحت چنین شرایطی عالی‌ترین شکل دموکراسی، مثال‌زدنی‌ترین دیکتاتوری پرولتاریا و یک اقتصاد سوسیالیستی مطلوب را خلق کنند. با موضع قاطعانهٔ انقلابی‌شان، با قدرت عمل مثال زدنی‌شان و با وفادازی شکست ناپذیرشان به سوسیالیسم بین‌المللی، تحت این شرایط فوق‌العاده سخت، آن‌ها هرچه را که می‌توانسته‌اند انجام داده‌اند. خطر تنها هنگامی آغاز می‌شود که آنان امر مطلوب را به امر اخلاقی تبدیل می‌کنند و آن‌ها را به صورت مدلی از تاکتیک‌های سوسیالیستی به پرولتاریای بین‌المللی توصیه می‌کنند.
مخالفت با قرارداد صلح شوروی و آلمان
رزا لوکزامبورگ، بعدها در کتاب «تراژدی روسی» با امضای عهدنامه برست-لیتوفسک با آلمان به مخالفت برخاست و از لنین و شوروی به خاطر این کار انتقاد کرد.

### دیدگاه گئورگ لوکاچ

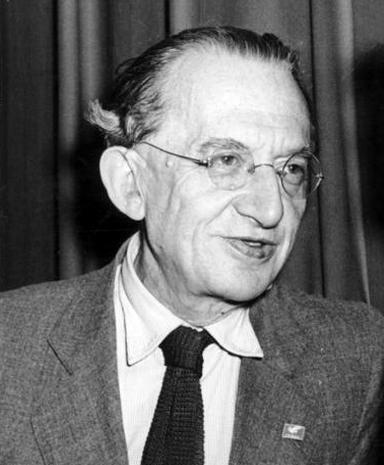

گئورگ لوکاچ، فیلسوف و انقلابی مجار، از مهم‌ترین نظریه‌پردازان مارکسیست در اوایل و اواسط قرن بیستم به حساب می‌آید.
لوکاچ خود را لنینیست می‌دانست و نه تنها در زمان انقلاب اکتبر و پس از مرگ لنین که حتی تا سال‌ها بعد و تا آخر عمر خود، از لنین و اندیشه‌هایش، سرسختانه حمایت می‌کرد و او را بسیار نزدیک به کارل مارکس می‌دانست.
او می‌پنداشت که لنین: «... بزرگ‌ترین متفکری است که پس از مارکس از جنبش انقلابی طبقهٔ کارگر برخاسته است.»
لوکاچ در دههٔ ۲۰ و اندکی پس از مرگ لنین، کتابی به نام «تأملی در وحدت اندیشهٔ لنین» نوشت و در آن به دفاع از اندیشه‌های لنین در باب انقلاب، طبقهٔ کارگر و حزب پرداخت.
نقد منتقدانی که لنین را محدود به روسیه می‌دانند؛
«او در نقد منتقدان لنین می‌گوید: «فرصت‌طلبان که نه قادر به انکار و نه چشم‌پوشی از اهمیت او هستند، یاوه می‌بافند که لنین چهرهٔ سیاسی سترگی در روسیه بود اما فاقد آن بینش لازم در تمایزات میان روسیه و کشورهای پیش‌رفته‌تر بود که بتواند رهبر پرولتاریای جهان بشود.»
لوکاچ، با اذعان این که این انتقادات، به غلط، به مارکس هم وارد می‌شده، آن‌ها را با دلایل خودش رد می‌کند.
او لنین را تا حد مارکس بالا می‌برد و می‌گوید: «لنین کاری در دوران ما کرد که مارکس در اوج توسعهٔ سرمایه‌داری برای پرولتاریا انجام نداد. لنین در مسایل توسعهٔ روسیهٔ مدرن همواره مسئلهٔ قرن را در کلیت آن می‌دید:آغاز آخرین مرحلهٔ سرمایه‌داری و امکانات تغییر مبارزه نهایی اجتناب‌ناپذیر بورژوازی و پرولتاریا به نفع پرولتاریا و نجات بشریت.»
؛ هسته و مرکز تفکر لنین
جدا از این، گئورگ لوکاچ، هسته و مرکز تفکر لنین را نگاه به مسائل جهانی از دیدگاه مارکسیستی «فعلیت انقلاب» می‌دانست.
لوکاچ می‌گوید: «فعلیت انقلاب، هستهٔ تفکر لنین و علقه‌تعیین‌کننده‌اش با مارکس است.»
؛ سیمای انسانی لنین
گئورگ لوکاچ، که حرف‌های یادشده را در سال ۱۹۲۴ زده‌است، سال‌ها بعد در سال ۱۹۶۷، و در حالی که بسیاری از کمونیست‌ها، به بهانهٔ دوران استالین و استبداد شوروی از لنین رو گردانده بودند، پس‌گفتاری به کتاب خودش، تأملی در وحدت اندیشهٔ لنین، نوشت و در آن نه تنها اعلام کرد که هنوز لنینیست است که حتی از وجوهی که در آن کتاب فرصت پرداختن به آن‌ها نشده بود، سخن گفت.
برای مثال، لوکاچ، در این «پی‌نوشت» از کتاب سابق خود انتقاد می‌کند که: «قادر به معرفی سیمای انسانی لنین نیست.»
و در مورد سیمای انسانی لنین می‌نویسد:
او سرشاز از زندگی و طنز است. از همهٔ چیزهای زندگی لذت می‌برد، از شکار، ماهی‌گیری، و شطرنج تا مطالعهٔ آثار پوشکین و تولستوی. وی شیفتهٔ انسان واقعی است. این وفاداری به اصول در جنگ داخلی، تبدیل به سازش‌ناپذیری آهنین می‌شود. اما هرگز بوی نفرت از آن به مشام نمی‌رسد.
؛ اقدام و مبارزهٔ مستمر، تریبون بی‌همتای خلق
گئورگ لوکاچ در این پی‌نوشت مجدداً با شور از لنین دفاع می‌کند که: «زندگی او سرشار از اقدام مستمر و مبارزهٔ مداوم در دنیایی است که بنا به اعتقاد عمیق وی هیچ موقعیتی بدون راه حل برای او یا دشمنانش وجود ندارد. پس ترجیع‌بند زندگی وی چنین بود:همواره برای اقدام آمده بودن.»
و «بنابراین سادگی سنجیدهٔ لنین تأثیر نافذی بر توده‌ها داشت. ..... وی بدون نشانی از لفاظی، تریبون بی‌همتای خلق بود. چه در زندگی خصوصی و چه عمومی انزجار بی‌حدی از عبارت‌پردازی، گنده‌گویی یا اغراق داشت.»
؛ در مورد عقد قرارداد صلح برست-لیتوفسک
او در این «پی‌نوشت» هم‌چنین از برخی سیاست‌های لنین، همچون عقد قرارداد صلح برست-لیتوفسک -که در آن زمان با مخالفت بعضی کمونیست‌های چپ‌گرای آلمانی و رزا لوکزامبورگ، از ره‌بران بین‌المللی کمونیسم، روبرو شد- دفاع می‌کند.
گئورگ لوکاچ می‌نویسد: «این که وی (لنین) در مشی رئال پولیتیک خود در مقابل کمونیست‌های چپ رو بر حق بود، اکنون حقیقت تاریخی پیش پاافتاده‌ای است. (در مورد قرارداد صلح مذکور) چناچه کمونیست‌های چپ‌رو در صحنهٔ بین‌المللی مدافع پشتیبانی از انقلاب آتی آلمان از طریق جنگ انقلابی بودند، جنگی که جز قمار بر سر موجودیت شوروی روسیه نبود. اما عمل درست لنین در این مورد بر تحلیل تئوریک عمیق از خصوصیت ویژهٔ توسعهٔ کل انقلاب متکی بود. ارجحیت انقلاب جهانی بر هر رخداد دیگری به نظر وی حقیقتی اصیل به‌شمار می‌رفت».
؛ میل به آموختن در لنین
خصوصیت دیگر لنین، که برای گئورگ لوکاچ تحسین‌برانگیز است، میل به آموختن است.
او می‌نویسد: «لنین در سراسر زندگی‌اش همیشه می‌آموخت. چه از منطق هگل و چه از عقیدهٔ کارگری دربارهٔ نان.» «خودآموزی مداوم، صداقتی مستمر در قبال درس‌های جدید تجربه، یکی از ابعاد اساسی ارجحیت مطلق عمل در حیات لنین است.»
؛ صورتی طراز نوین از نگرش به واقعیت
لوکاچ در نهایت، در انتهای «پی‌نوشت»، سعی می‌کند لنین را در جمله‌ای توضیح دهد.
«چهره لنین در ورای اعمال و آثارش، چونان تجسم عینی آمادگی پایدار بیان‌گر ارزشی جاودانه‌است – صورتی طراز نوین از نگرشی نمونه به واقعیت.»